# Ernst-Moritz-Arndt-Kaserne (Neustadt (Hessen))
Die Ernst-Moritz-Arndt-Kaserne war eine Kaserne der Bundeswehr in Neustadt (Hessen). Sie umfasste eine Fläche von 33 Hektar. Die nach Ernst Moritz Arndt benannte Kaserne an der Niederkleiner Straße gliederte sich in einen Unterkunfts- und einen technischen Bereich. Der Bau der Kaserne wurde Ende der 1950er Jahre begonnen und 1961 fertiggestellt. Erste Einheiten der Bundeswehr bezogen jedoch bereits 1960 den Standort. Die Kaserne war von 1960 bis 2008 Sitz der Panzerbrigade 6 bzw. der Panzerbrigade 14. Sie beherbergte während des Kalten Krieges hauptsächlich Panzer- und Panzergrenadiereinheiten. Aktuell wird sie als Aufnahmelager für Flüchtlinge genutzt.

## Geschichte
Die Ernst-Moritz-Arndt-Kaserne in Neustadt (Hessen) wurde parallel mit der Hessen-Kaserne und der Herrenwald-Kaserne, beide in Stadtallendorf, für die Truppenteile der Panzerbrigade 6 der 2. Panzergrenadierdivision errichtet. Am 1. Juli 1956 wurde die Kampfgruppe A2 als Vorgänger der Panzerbrigade 6 aus Teilen der Grenzschutztruppe 4 in Hannoversch Münden aufgestellt und am 12. November 1956 nach Marburg in die Jäger-Kaserne verlegt. Zum 1. April 1959 erfolgte die Umbenennung in Panzerbrigade 6 und am 21. Juni 1960 der Umzug nach Neustadt (Hessen) in die neu errichtete Ernst-Moritz-Arndt-Kaserne. Die Panzerbrigade 6 war mit den Panzerbrigaden 14 und 34 an der Erprobung des Heeresmodells 4 vom 1. Juli 1976 bis zum 30. Juni 1977 beteiligt. Daraus folgte zum 1. Oktober 1981 die Umbenennung in Panzerbrigade 14 und Unterstellung unter die 5. Panzerdivision. Die Brigade verblieb aber an ihrem Standort in Neustadt (Hessen). Mit Befehl für die Umgliederung in Heeresstruktur 5 vom 27. September 1991 wurde die Panzerbrigade 6 teilaktiv. Am 14. August 1992 erhielt sie den Beinamen „Hessischer Löwe“ verliehen. Zum 30. Juni 2008 wurde die Panzerbrigade 14 schließlich aufgelöst. In den 1970er Jahren bestand ein Verbindungskommando Luftwaffe zum Brigadekommando der Panzerbrigade 6/14 am Standort.
Das am 1. Juli 1956 in Fulda aufgestellte Grenadierbataillon 2 der 2. Grenadierdivision wurde noch im selben Jahr nach Marburg verlegt. Mit Einnahme der Heeresstruktur 2 erhielt es zum 1. April 1959 den neuen Namen Panzergrenadierbataillon 62 innerhalb der ebenfalls umbenannten 2. Panzergrenadierdivision. 1960 erfolgte schließlich der Umzug nach Neustadt (Hessen) in die Ernst-Moritz-Arndt-Kaserne. Zum 1. Oktober 1981 wurde es in Panzergrenadierbataillon 142 umbenannt. Mit dem Ende des Kalten Krieges erfolgte die Umgliederung zu einer nichtaktiven Einheit im August 1991 und die Langzeitlagerung des Gerätes in Pirmasens, bis das Panzergrenadierbataillon 142 am 31. Dezember 2002 endgültig aufgelöst wurde.
Aus dem am 1. April 1959 in der Herrenwald-Kaserne Stadtallendorf aufgestellten Versorgungsbataillon 66 der Panzerbrigade 6, das zum 30. Juni 1972 im Zuge der Einnahme der Heeresstruktur 3 aufgelöst wurde, entstanden am Standort Neustadt (Hessen) in der Ernst-Moritz-Arndt-Kaserne die Instandsetzungskompanie 60 und die Nachschubkompanie 60. Beide Kompanien erhielten zum 1. Oktober 1981 im Zuge der Umbenennung der Panzerbrigade 6 in Panzerbrigade 14 ebenfalls neue Bezeichnungen als Nachschubkompanie 140 bzw. Instandsetzungskompanie 140. Mit dem Ende des Kalten Krieges wurden beide Kompanien zum 31. März 1993 aufgelöst. Dabei ging die Instandsetzungskompanie 140 im Instandsetzungsbataillon 51 auf.
Zwischen 1964 und 1968 war in der Kaserne zudem die 4./Luftwaffensanitätsausbildungsbataillon stationiert. Die Kompanie wurde 1968 nach Giebelstadt verlegt und 1972 in die Sanitätsschule der Luftwaffe integriert.
Die Panzerjägerkompanie 60 der Panzerbrigade 6 wurde am 16. Oktober 1967 in der Ernst-Moritz-Arndt-Kaserne in Neustadt (Hessen) gebildet. Sie entstand aus der Ausbildungskompanie 9/2 und dem PzjgZg der 5/62. Sie verblieb am Standort bis zum Mai 1972 und wurde dann nach Stadtallendorf in die Hessen-Kaserne verlegt. Dort erfuhr sie am 1. Oktober 1981 ihre Umbenennung in Panzerjägerkompanie 140 und ihre Auflösung zum 30. September 1996.
Ab den 1960er Jahren war bis zum 30. September 1972 in der Kaserne die Ausbildungskompanie
9/2 beheimatet. Zum 1. Oktober 1972 wurde sie in 7./Sanitätsbataillon 2 als Geräteeinheit umgegliedert und im November 1972 in den Mobilmachungsstützpunkt nach Marburg-Ockershausen verlegt. Dort wurde die 7./Sanitätsbataillon 2 am 30. September 1992 aufgelöst.
Die 2./Panzerbataillon 141 (gemischt) wurde als weiterer Verband der Panzerbrigade 14 im Zuge der Heeresstruktur 4 zum 1. Oktober 1981 in der Ernst-Moritz-Arndt-Kaserne aufgestellt. Mit dem Ende des Kalten Krieges wurde auch diese Einheit am 30. September 1992 aufgelöst.
Die 4./Feldjägerbataillon 740 war zum 1. Oktober 1980 in der Jäger-Kaserne in Kassel aufgestellt worden. 1992 erfolgte die Verlegung in die Ernst-Moritz-Arndt-Kaserne nach Neustadt (Hessen). Am 1. Oktober 2002 wurde sie in 4./Feldjägerbataillon 251 umbenannt und 2008 nach Rotenburg an der Fulda verlegt. Hier erfuhr sie am 30. April 2014 ihre Auflösung.
Zwischen dem 1. Oktober 2002 und dem 30. Juni 2008 war am Standort die 6./Artillerieaufklärungsbataillon 131 beheimatet. Sie wurde im Anschluss als 6./Beobachtungspanzerartilleriebataillon 131 nach Bad Frankenhausen verlegt.
Im Zuge der in Stadtallendorf mit Wirkung zum 1. Oktober 2002 erfolgten Aufstellung des ersten Logistikbataillons der Bundeswehr wurde dessen 5./Logistikbataillon 51 in der Ernst-Moritz-Arndt-Kaserne stationiert. Im Zuge der Einnahme der „Struktur 2010“ wurde das Logistikbataillon 51 mit Wirkung zum 30. Juni 2008 wieder aufgelöst.
Ab 2008 bis 2013 waren in der Kaserne schließlich noch die 3. und 4./Führungsunterstützungsbataillon 286 stationiert.
Seit 1. August 2009 bis zur Aufgabe der Kaserne war am Standort die BWI Informationstechnik GmbH Stadtallendorf eingerichtet.
In den 1980er Jahren bestand in der Ernst-Moritz-Arndt-Kaserne die Fahrschulgruppe Neustadt/Hessen. Der Kaserne waren ferner die Standortfernmeldeanlage 415/202 und die Standortmunitionsniederlage 471/1 zugeordnet.
Für die medizinische Versorgung war am Standort zwischen dem 1. April 1977 und dem 31. März 1981 die Zahnstation (Terr) H 436 sowie die Zahnarztgruppe 417/3 zwischen dem 1. April 1981 und dem 31. Dezember 1998 eingerichtet. Vom 1. Juli 1972 bis zum 30. September 1998 war der Sanitätsbereich 47/5 mit Material ausgestattet. In den 1980er Jahren war in der Kaserne ein Truppenarzt sowie ein Hilfsbearbeiter Standortarzt Neustadt stationiert.
Waren im Ressortkonzept des Bundesministers der Verteidigung aus dem Jahr 2001 noch die Erhaltung der Liegenschaft mit 680 Dienstposten vorgesehen, so wurde der Standort Neustadt (Hessen) mit dem Stationierungskonzept 2004 auf die Streichliste gesetzt. Die Schließung wurde in zwei Schritten vollzogen: 2008 erfolgte die Freigabe des technischen Bereichs der Kaserne. 2013 wurde dann der Standort insgesamt aufgegeben.

## Konversion und Nachnutzung
Zur Nachnutzung der Kaserne wurde in den Jahren 2008 und 2009 der Flächennutzungsplan geändert und der Bebauungsplan Nr. 25 „Vor der Dieck“ für den technischen Bereich der ehemaligen Kaserne mit einem Geltungsbereich von 15,8 Hektar aufgestellt, der eine durchgängige gewerbliche Nutzung dieser Flächen vorsieht. Im Februar 2010 waren bereits 80 Prozent der von der Bundeswehr aufgegebenen Grundstücksflächen im Technikbereich an eine Spedition veräußert. Darüber hinaus konnte ein weiterer Teil des Geländes an einen Handelsbetrieb vermietet werden. Das Land Hessen unterstützte das Konversionsmanagement der Kommune mit Fördermitteln. Bei Verabschiedung der letzten Soldaten aus der Ernst-Moritz-Arndt-Kaserne im Juni 2013 wurden durch den Bürgermeister der Stadt Bedenken hinsichtlich einer zügigen Vermarktung der restlichen Flächen geäußert. In einer vom Hessischen Ministerium für Wirtschaft, Verkehr und Landesentwicklung herausgegebenen Drucksache „Konversion in Hessen“ wird zur Standorteignung darauf hingewiesen, dass in Neustadt (Hessen) die Nachfrage nach Wohnraum gering sei und sich auf Baugrundstücke für Einfamilienhäuser und Doppelhaushälften richte, nicht auf Geschosswohnungsbau.
Im Dezember 2014 wurde bekannt, dass aufgrund der Flüchtlingskrise die Unterkunftsgebäude der Kaserne ab Januar 2015 durch das Land Hessen als weitere Außenstelle der Erstaufnahmeeinrichtung des Landes Hessen genutzt werden soll. Die Unterbringung von 800 Flüchtlingen war hier geplant. Die sich im Laufe des Jahres 2015 weiter verschärfende Situation zwang schließlich zu einer Anhebung der Kapazität im September 2015 auf 1.100 Personen. Während im März 2017 das Land Hessen aufgrund gesunkener Flüchtlingszahlen die Schließung von mehreren Erstaufnahmeeinrichtungen verkündete, fielen die Unterkünfte in der Ernst-Moritz-Arndt-Kaserne in Neustadt (Hessen) nicht darunter.